# Recopa Sul-Brasileira
Die Recopa Sul-Brasileira (portugiesisch für Südbrasilianischer Superpokal) war ein kurzlebiger regionaler Fußballwettbewerb in Brasilien, der von 2007 bis 2010 ausgetragen wurde. Der Wettbewerb wurde abwechselnd von den Fußballlandesverbänden der drei Bundesstaaten der Region Süd, Rio Grande do Sul (FGF), Santa Catarina (FCF), Paraná (FPF), sowie dem Bundesstaat São Paulo (FPF) der Region Südost organisiert und hatte die Anerkennung des nationalen brasilianischen Fußballverbandes CBF.
Ausgetragen wurde der Wettbewerb in den ersten Dezembertagen in einem K.O.-Turnier zu drei Spielen. Dabei traten ursprünglich die jeweiligen Sieger der Staatspokalturniere der vier organisierten Verbände gegeneinander an und ermittelten untereinander den „Superpokalsieger“. Später haben einige Verbände auch ihre Zweitligameister für das Turnier gemeldet.

## Ergebnisse
| Jahr | Veranstalter Austragungsort      | Teilnehmer | Sieger           |       | Finalist              |
| ---- | -------------------------------- | --- | ---------------- | ----- | --------------------- |
| 2007 | FPF (Paraná) Curitiba            | Pokalsieger FGF: SER Caxias do Sul Pokalsieger FCF: Clube Náutico Marcílio Dias Pokalsieger FPF: J. Malucelli Futebol Pokalsieger FPF: CA Juventus | CN Marcílio Dias | 4 : 1 | SER Caxias do Sul     |
| 2008 | FCF (Santa Catarina) Brusque     | Pokalsieger FGF: EC Pelotas Pokalsieger FCF: Brusque FC Pokalsieger FPF: Londrina EC Pokalsieger FPF: CA Sorocaba                                  | Brusque FC       | 1 : 0 | CA Sorocaba           |
| 2009 | FPF (São Paulo) Votorantim       | Zweitligameister FGF: Porto Alegre FC Pokalsieger FCF: Joinville EC Zweitligameister FPF: Serrano Centro-Sul FC Pokalsieger FPF: Votoraty FC       | Joinville EC     | 3 : 2 | Serrano Centro-Sul FC |
| 2010 | FGF (Rio Grande do Sul) Gravataí | Pokalfinalist FGF: Cerâmica AC Pokalsieger FCF: Brusque FC Zweitligameister FPF: Roma Esporte Apucarana Pokalsieger FPF: Paulista FC               | Cerâmica AC      | 1 : 0 | Brusque FC            |

Statistische Übersicht:
| Rang | Verein                      | Titel | Finalt. |
| ---- | --------------------------- | ----- | ------- |
| 1    | Brusque FC                  | 1     | 2       |
| 2    | Cerâmica AC                 | 1     | 1       |
| 2    | Joinville EC                | 1     | 1       |
| 2    | Clube Náutico Marcílio Dias | 1     | 1       |
| 3    | CA Sorocaba                 | 0     | 1       |
| 3    | SER Caxias do Sul           | 0     | 1       |
| 3    | Serrano Centro-Sul FC       | 0     | 1       |

| Rang | Verband | Titel | Finalt. |
| ---- | ------- | ----- | ------- |
| 1    | FCF     | 3     | 4       |
| 2    | FGF     | 1     | 2       |
| 3    | FPF     |       | 1       |
| 3    | FPF     |       | 1       |